# Esperia (Italie)
Pour les articles homonymes, voir Esperia (homonymie).
Esperia est une commune italienne de la province de Frosinone dans la région Latium en Italie. Elle est située à environ 110 kilomètres au sud-est de Rome, Naples et à 8 kilomètres au sud-est de Pontecorvo, la plus grande ville aux alentours ainsi qu'à 40 kilomètres de Frosinone. Les habitants sont appelés les Esperiani. 
La ville s'étend sur 108,8 km² et compte environ 3 820 habitants (fin 2019). La densité de population est de 36,6 habitants par km² sur la ville.

## Histoire
D'après certaines théories, la fondation de la ville aurait un lien étroit avec la destruction d'une colonie romaine nommée Interamna Lirenas. Cependant, le premier document historique relatant d'une présence d'une civilisation à Esperia date de la construction des premiers monastères, annexé par l'Abbaye de Montecassino au XXe siècle.
Le nom "Esperia" a été choisi en 1867 lorsque les terres de Rocco Guglielmo et San Pietro ont fusionné en une seule municipalité, en formant ainsi le siège municipal.
Pendant la Seconde Guerre mondiale, Esperia était l'une des villes où ont eu lieu les Crimes de 1944 en Ciociari : il s'agit de viols en masse commis après la Bataille du Monte Cassino par les "marocchinate", les hommes des troupes d'Afrique. Le maire d'Esperia a déclaré à cette époque que dans sa ville, 700 femmes sur 2 500 habitants ont été violées et certaines n'ont pas survécu des violences subies. 
En 2006, des empreintes de dinosaures ont été découverts dans la localité de San Martino.

## Administration
| Période                                  | Période  | Identité         | Étiquette | Qualité |
| ---------------------------------------- | -------- | ---------------- | --------- | ------- |
| 30 mai 2006                              | En cours | Giuseppe Moretti | Uniti     |         |
| Les données manquantes sont à compléter. |          |                  |           |         |

### Hameaux
Roccaguglielma (Esperia Superiore), San Pietro (Esperia Inferiore), Monticelli, Badia

### Communes limitrophes
Ausonia, Campodimele, Castelnuovo Parano, Formia, Itri, Pignataro Interamna, Pontecorvo, San Giorgio a Liri,  Spigno Saturnia

### Personnalités nées à Esperia
John Roselli : gangster italo-américain influent de l'Outfit de Chicago